# TV Anhanguera Catalão
TV Anhanguera Catalão é uma emissora de televisão brasileira com sede em Catalão, cidade do estado de Goiás. Opera no canal 7 (34 UHF digital), e é afiliada à TV Globo. É uma das emissoras próprias da Rede Anhanguera, de propriedade do Grupo Jaime Câmara, transmitindo sua programação para o sudeste goiano.

## História
A emissora foi inaugurada em 11 de novembro de 1995 como TV Pirapitinga, sendo a terceira emissora de televisão do Grupo Jaime Câmara no interior de Goiás.
Em 24 de outubro de 2012, a exemplo das demais emissoras da Rede Anhanguera, a emissora passa a adotar a nomenclatura TV Anhanguera Catalão.
Em 16 de julho de 2018, o Jornal Anhanguera 1ª Edição passou a ser produzido de maneira totalmente local, direto de Catalão.
Em 4 de maio de 2020, a Rede Anhanguera anunciou que encerraria a produção de telejornalismo local na TV Anhanguera Catalão. O motivo era a demissão de grande parte dos funcionários, devido a cortes de gastos.

## Sinal digital
| Canal virtual | Canal digital | Resolução de tela | Programação                                            |
| ------------- | ------------- | ----------------- | ------------------------------------------------------ |
| 7.1           | 34 UHF        | 1080i             | Programação principal da TV Anhanguera Catalão / Globo |

A TV Anhanguera Catalão ativou seu sinal digital em 1 de julho de 2013, junto às emissoras de Itumbiara e Jataí. Em 16 de julho de 2018, passou a transmitir seus telejornais locais em alta definição.
Transição para o sinal digital
Com base no decreto federal de transição das emissoras de TV brasileiras do sinal analógico para o digital, a TV Anhanguera Catalão cessou suas transmissões pelo canal 7 VHF em 31 de julho de 2021.

## Programas
Além de retransmitir a programação nacional da TV Globo e estadual da Rede Anhanguera, atualmente a TV Anhanguera Catalão exibe apenas publicidade local.
Os seguintes programas locais compuseram a grade da emissora, e foram descontinuados:
- Jornal Anhanguera 1ª Edição
- Jornal Anhanguera 2ª Edição

## Retransmissoras
| Cidade                | Analógico | Digital | Cidade              | Analógico | Digital | Cidade  | Analógico | Digital | Cidade  | Analógico | Digital |
| --------------------- | --------- | ------- | ------------------- | --------- | ------- | ------- | --------- | ------- | ------- | --------- | ------- |
| Campo Alegre de Goiás | 13        | -       | Davinópolis         | 12        | -       | Ipameri | 09        | 16      | Palmelo | 03        | 33      |
| Pires do Rio          | 25        | 33      | Santa Cruz de Goiás | 08        | -       |         |           |         |         |           |         |

* - Em implantação

## Ligações Externas
- «Sítio oficial»
- «G1 Goiás». (notícias)
- «GE Goiás». (esportes)